# Commissione per lo sviluppo del Parlamento europeo
La commissione per lo sviluppo (DEVE, abbreviazione del francese Commission du développement) è una commissione permanente del Parlamento europeo che si occupa principalmente della politica di sviluppo e cooperazione dell'Unione europea.
Nel suo ruolo di coordinamento delle delegazioni interparlamentari ha criticato il calo della partecipazioni ai lavori dell'assemblea parlamentare congiunta dell'accordo di partenariato fra Gruppo degli stati dell'Africa, dei Caraibi e del Pacifico e Unione Europea (ACP-UE), ha chiesto che i co-presidenti dell'assemblea possano partecipare al consiglio dei ministri congiunto ACP-UE e che le riunioni dell'assemblea si svolgano nel paese che detiene in quel momento la Presidenza del Consiglio dell'Unione europea.

## Competenze
In base al regolamento del Parlamento europeo la commissione per lo sviluppo è la:
1. la promozione, l'attuazione e il controllo della politica di sviluppo e cooperazione dell'Unione europea, in particolare:
a) il dialogo politico con i paesi in via di sviluppo, a livello bilaterale e nel quadro delle organizzazioni internazionali e sedi interparlamentari interessate,
b) l'aiuto ai paesi in via di sviluppo e gli accordi di cooperazione con tali paesi, segnatamente il controllo dei finanziamenti per gli aiuti erogati e la valutazione dei risultati, anche per quanto riguarda l'eliminazione della povertà,
c) il monitoraggio delle relazioni tra le politiche degli Stati membri e le politiche attuate a livello di Unione,
d) la promozione dei valori democratici, del buon governo e dei diritti dell'uomo nei paesi in via di sviluppo;
e) l'attuazione, il monitoraggio e il miglioramento della coerenza delle politiche con riguardo alla politica di sviluppo;
2. l'intera legislazione, programmazione e supervisione delle azioni svolte nel quadro dello Strumento per la cooperazione allo sviluppo (DCI), del Fondo europeo di sviluppo (FES) – in stretta cooperazione con i parlamenti nazionali – e dello Strumento per l'aiuto umanitario, nonché tutte le questioni relative agli aiuti umanitari nei paesi in via di sviluppo e alla politica a loro sostegno;
3. le questioni relative all'accordo di partenariato ACP-UE e le relazioni con gli organi competenti;
4. le questioni riguardanti i paesi e territori d'oltremare (PTOM);
5. la partecipazione del Parlamento a missioni di osservazione elettorale, ove opportuno in cooperazione con altre commissioni e delegazioni interessate.»

(Regolamento del Parlamento europeo, Allegato V: Attribuzioni delle commissioni parlamentari permanenti, art. II.)

## Presidenti
| Periodo     | Presidente    | Nazionalità | Gruppo    |
| ----------- | ------------- | ----------- | --------- |
| 1997 – 1999 | Michel Rocard | Francia     | PSE       |
| ...         | ...           | ...         | ...       |
| 2007 – 2009 | Josep Borrell | Spagna      | PSE       |
| 2009 – 2014 | Eva Joly      | Francia     | Verdi/ALE |
| 2014 – 2019 | Linda McAvan  | Regno Unito | S&D       |
| 2019 –      | Tomas Tobé    | Svezia      | PPE       |
| 2024 –      | Barry Andrews | Irlanda     | RE        |